# 1976年夏季残疾人奥林匹克运动会英国代表团
1976年夏季残疾人奥林匹克运动会英国代表团是英国派出的1976年夏季残疾人奥林匹克运动会代表团。获得29枚金牌、28枚银牌和37枚铜牌。